# Zierer
Zierer Karussell- und Spezialmaschinenbau GmbH & Co. KG, conocida simplemente como Zierer (/ˈt͡siːʁɐ/), es una empresa alemana con sede cerca de Deggendorf. La empresa fabrica montañas rusas, así como carruseles, ruedas panorámicas, columpios de olas, alfombras voladoras, Hexentanz y atracciones Kontiki. Anteriormente fabricaron la línea Tivoli, sin embargo, ahora han sido descontinuadas.
El nombre de la empresa, traducido del alemán, es Zierer Carrusel y Construcción de Máquinas Especiales. La expresión "construcción de máquinas especiales" se refiere a la creación de atracciones como montañas rusas o columpios de olas.
Zierer fue fundada en 1930 y es una filial de Max Streicher GmbH & Co. KG aA, grupo industrial de ingeniería u construcción.
Hasta 2023, Zierer ha construido 193 montañas rusas en todo el mundo.

## Historia
En 1930, el maestro carpintero Vitus Zierer fundó la empresa Zierer en Deggendorf, Baviera. Ese mismo año, construyó una caravana para su hermano Max Zierer, que era feriante, que era tan convincente en términos de calidad que otros feriantes se dieron cuenta rápidamente de él y le encargaron los primeros puestos, furgonetas de venta y furgonetas. En la década de 1950, comenzó la construcción de los primeros carruseles y trenes fantasma.
En 1977, casi al mismo tiempo que las empresas Huss y Schwarzkopf, la compañía presentó su primer barco oscilante, al que Zierer llamó el Viking y el Holandés Errante. En la década de 1990, Josef Zierer se hizo cargo del negocio de su abuelo. En la actualidad, la empresa pertenece al grupo bávaro Max Streicher, un grupo de empresas especializadas en la construcción internacional y la ingeniería civil. Zierer produce montañas rusas, así como atracciones divertidas y principales, carruseles y aviones de olas para festivales folclóricos y parques de diversiones en todo el mundo. La Roller Coaster DataBase (RCDB) registró un total de 185 montañas rusas instaladas en todo el mundo en 2019. El avión de olas fue entregado más de 200 veces.